# Сен-Ремі-де-Ланд
Сен-Ремі́-де-Ланд (фр. Saint-Rémy-des-Landes) — колишній муніципалітет у Франції, у регіоні Нормандія, департамент Манш. Населення — 207 осіб (2011).
Муніципалітет був розташований на відстані близько 300 км на захід від Парижа, 95 км на захід від Кана, 50 км на північний захід від Сен-Ло.

## Історія
До 2015 року муніципалітет перебував у складі регіону Нижня Нормандія. Від 1 січня 2016 року належав до нового об'єднаного регіону Нормандія.
1 січня 2016 року Сен-Ремі-де-Ланд, Бодревіль, Больвіль, Глатіньї, Ла-Е-дю-Пюї, Мобек, Монгардон, Сен-Семфор'ян-ле-Валуа i Сюрвіль було об'єднано в новий муніципалітет Ла-Е.

## Демографія
Динаміка населення (INSEE ):
Розподіл населення за віком та статтю (2006):
| Стать | Всього | До 15 років | 15-24 | 25-44 | 45-64 | 65-85 | Понад 85 |
| --- | ------ | ----------- | ----- | ----- | ----- | ----- | -------- |
| Чоловіки | 116    | 12          | 12    | 28    | 28    | 36    | 0        |
| Жінки | 108    | 16          | 8     | 20    | 32    | 28    | 4        |
| \| Статево-вікова піраміда \| Статево-вікова піраміда \| Статево-вікова піраміда \| \| ----------------------- \| ----------------------- \| ----------------------- \| \| Чоловіки \| Вік \| Жінки \| \| 0 \| 85 + \| 4 \| \| 12 \| 80-84 \| 4 \| \| 4 \| 75-79 \| 8 \| \| 12 \| 70-74 \| 12 \| \| 8 \| 65-69 \| 4 \| \| 8 \| 60-64 \| 16 \| \| 8 \| 55-59 \| 4 \| \| 12 \| 50-54 \| 12 \| \| 0 \| 45-49 \| 0 \| \| 12 \| 40-44 \| 4 \| \| 8 \| 35-39 \| 8 \| \| 4 \| 30-34 \| 0 \| \| 4 \| 25-29 \| 8 \| \| 4 \| 20-24 \| 4 \| \| 8 \| 15-20 \| 4 \| \| 4 \| 10-14 \| 0 \| \| 8 \| 5-9 \| 12 \| \| 0 \| 0-4 \| 4 \| |        |             |       |       |       |       |          |
| Статево-вікова піраміда |        |             |       |       |       |       |          |
| Чоловіки | Вік    | Жінки       |       |       |       |       |          |
| 0 | 85 +   | 4           |       |       |       |       |          |
| 12 | 80-84  | 4           |       |       |       |       |          |
| 4 | 75-79  | 8           |       |       |       |       |          |
| 12 | 70-74  | 12          |       |       |       |       |          |
| 8 | 65-69  | 4           |       |       |       |       |          |
| 8 | 60-64  | 16          |       |       |       |       |          |
| 8 | 55-59  | 4           |       |       |       |       |          |
| 12 | 50-54  | 12          |       |       |       |       |          |
| 0 | 45-49  | 0           |       |       |       |       |          |
| 12 | 40-44  | 4           |       |       |       |       |          |
| 8 | 35-39  | 8           |       |       |       |       |          |
| 4 | 30-34  | 0           |       |       |       |       |          |
| 4 | 25-29  | 8           |       |       |       |       |          |
| 4 | 20-24  | 4           |       |       |       |       |          |
| 8 | 15-20  | 4           |       |       |       |       |          |
| 4 | 10-14  | 0           |       |       |       |       |          |
| 8 | 5-9    | 12          |       |       |       |       |          |
| 0 | 0-4    | 4           |       |       |       |       |          |

## Економіка
2010 року серед 120 осіб працездатного віку (15—64 років) 72 були активними, 48 — неактивними (показник активності 60,0%, у 1999 році було 58,4%). З 72 активних мешканців працювало 67 осіб (44 чоловіки та 23 жінки), безробітними було 5 (2 чоловіки та 3 жінки). Серед 48 неактивних 5 осіб було учнями чи студентами, 32 — пенсіонерами, 11 були неактивними з інших причин.

У 2010 році в муніципалітеті числилось 111 оподаткованих домогосподарств, у яких проживали 227,0 особи, медіана доходів виносила 18 496 євро на одного особоспоживача